# Институт электросварки имени Е. О. Патона
Институт электросварки имени Е. О. Патона (ИЭС им. Е. О. Патона) — научно-исследовательский институт Национальной академии наук Украины.
Основан в январе 1934 года по инициативе инженера и учёного академика Евгения Оскаровича Патона на базе лаборатории сварки Электросварочного комитета и кафедры инженерных сооружений Киевского политехнического института в соответствии с постановлением Президиума Всеукраинской Академии наук.
Е. О. Патон определил основные научные направления Института электросварки (ИЭС) в области сварки, актуальные и сегодня. В начале Великой Отечественной войны Институт электросварки по предложению Е. О. Патона был эвакуирован в Нижний Тагил и размещён на Уралвагонзаводе имени Ф. Э. Дзержинского. В 1953—2020 годах директором Института являлся академик Борис Патон, сын Евгения Патона.
До 1991 года институт назывался «Институт электросварки АН УССР».

## Основные направления научной деятельности
- комплексные исследования природы сварки, пайки, наплавки, напыления и родственных процессов, создание на их основе новых высокопроизводительных технологий, оборудования и материалов;
- исследования прочности и эксплуатационных свойств сварных конструкций, разработка принципов и основ их проектирования, повышения надёжности, долговечности и ресурса;
- автоматизация и механизация процессов сварки и родственных процессов;
- создание новых технологий и оборудования электрометаллургического производства особо качественных сплавов и композиционных материалов и изделий из них.

## Структура
- Головная организация НТК ИЭС
- Научно-технологические и инженерно-конструкторские подразделения
- Опытные заводы ИЭС
- Сертификационные, аттестационные и учебные подразделения
- Внешнеторговое подразделение
- Инновационное подразделения
- Международные программы

### Отделы
- № 2 — Физико-металлургических процессов наплавки износостойких и жаропрочных сталей
- № 3 — Прочность сварных конструкций
- № 4 — Неразрушающие методы контроля качества сварных соединений
- № 6 — Новых физико-химических способов сварки и специальной электрометаллургии
- № 7 — Физико-металлургических процессов сварки легких металлов и сплавов
- № 8 — Оптимизации сварных конструкций новой техники
- № 9 — Физико-металлургических проблем электрошлаковых технологий
- № 10 — Физико-химических процессов в сварочной дуге
- № 11 — Физико-металлургических процессов сварки среднелегированных высокопрочных сталей
- № 12 — Новых конструктивных форм сварных сооружений и конструкций
- № 13 — Парофазных технологий неорганических материалов
- № 15 — Сварочные материалы
- № 16 — Экономических исследований
- № 18 — Физико-механические исследования свариваемости конструкционных сталей и чугунов
- № 19 — Металлургии и технологии сварки высоколегированных сталей и сплавов
- № 20 — Плазменно-шлаковой металлургии
- № 21 — Электротермические процессы обработки материал
- № 22 — Физико-химических исследований материалов
- № 23 — Наплавочных материалов и технологии наплавки металлов
- № 26 — Сварка давлением
- № 27 — Автоматизированные системы управления технологическими процессами
- № 28 — Технологии сварки газонефтепроводных труб
- № 29 — Физико-химические процессы пайки
- № 30 — Физико-металлургических проблем сварки титана и диффузионной сварки металлических материалов
- № 31 — Методологических основ обеспечения качества и сертификации технологических процессов и продукции
- № 34 — Математических методов исследования физико-химических процессов при сварке и спецэлектрометаллургии
- № 35 — Космических технологий
- № 36 — Сварка, резка и обработка металлов взрывом
- № 37 — Проблем техники и технологии дуговой сварки
- № 38 — Магнитной гидродинамики электрошлаковых процессов
- № 39 — Сварки легированных сталей
- № 43 — Электротермия
- № 47 — Источники питания
- № 48 — Сварка в строительстве
- № 51 — Редакционно-издательский
- № 55 — Автоматизации научных исследований
- № 56 — Физики газового разряда и техники плазмы
- № 57 — Физических процессов, техники и оборудования для электронно-лучевой и лазерной сварки
- № 59 — Технической диагностики сварных конструкций
- № 60 — Проблем охраны труда и экологии в сварочном производстве
- № 73 — Защитных покрытий
- № 74 — Автоматическое регулирование процессов сварки и нанесение покрытий
- № 77 — Специализированная высоковольтная техника и лазерная сварка
- № 78 — Научно-технической информации и информационных технологий
- № 80 — Сварки и склеивания пластмасс
- № 84 — Электронно-лучевая нанотехнология
- № 87 — Надежности сварных конструкций и механических испытаний

## История
- 1934 — Институт электросварки был основан по инициативе академика Евгения Оскаровича Патона, возглавлявшего Институт до 1953 года.
- 1939 — разработаны технология автоматической сварки под флюсом, сварочные флюсы и головки для автоматической сварки.
- 1940 — опубликована первая монография по автоматической сварке под флюсом, академика Е. О. Патона.
- 1941 — разработана технология автоматической сварки под флюсом броневых сталей Это было начало скоростной автоматической сварки танков.
- 1942 — первый в мире цельносварной танк изготовлен методом автоматической сварки под флюсом. Благодаря разработанной высокоскоростной автоматической сварке СССР произвел за время Второй мировой войны больше танков, чем все остальные воевавшие страны, вместе взятые.
- 1944 — предложена технология изготовления крупнолистовых конструкций методом рулонирования с использованием сварки под флюсом. Благодаря применению метода рулонирования все разрушенные во время Второй мировой войны нефтяные резервуары были восстановлены в кратчайшие сроки.
- 1947—1949 — разработана технология многодуговой скоростной сварки труб большого диаметра.
- 1949 — выполнена автоматическая сварка вертикальных и горизонтальных швов кожуха доменной печи по технологии, разработанной в 1948 году.
- 1951 — технология и оборудование электрошлаковой сварки металла толщиной до 2000 мм были использованы для изготовления мощных гидротурбин и прессов.
- 1952 — изобретен электрошлаковый переплав (ЭШП) стали. Начало электрошлаковых технологий. Разработана установка для контактной сварки с кольцевым трансформатором. Разработана дуговая сварка в углекислом газе CO2 (в сотрудничестве с Центральным научно-исследовательским институтом технологии машиностроения в Москве). Сварка в CO2 позволила механизировать производство стальных конструкций в судостроении, тонколистовых металлических конструкций в автомобильной промышленности и т. д.
- 1953 — введён в строй самый большой в Европе цельносварной мост им. Е. О. Патона через реку Днепр в Киеве. 98 % всех швов, включая вертикальные, были выполнены автоматической сваркой под флюсом. На протяжении 1950—1960 годах было возведено много различных сооружений и конструкций в химической промышленности и гидроэнергетике с использованием технологий, разработанных в ИЭС им. Е. О. Патона.
- 19 февраля 1955 года институт награждён орденом Трудового Красного Знамени «в связи с 20-летием со дня организации и отмечая его выдающиеся заслуги в деле развития электросварки»
- 1956 — создана опытно-промышленная установка для электрошлакового переплава.
- 1957 — плазменно-дуговой переплав открыл новое направление в спецэлектрометаллургии. Установка для плазменно-дугового переплава поверхностных слоев слитков.
- 1958 — создана установка для контактной стыковой сварки непрерывным оплавлением тонкостенных труб и рельсов. Комплекс оборудования, основанный на базе рельсосварочной машины K-900, для сварки длинных рельсов. Картер мощного дизеля для локомотива, изготовленный с помощью контактной стыковой сварки.

- С середины 1960-х годов Институт занимается проблемами использования взрыва для сварки и родственных технологий.
- 1963 — Институт проводит исследования по сварке в космическом пространстве.
- 1965 — разработаны плазменно-дуговая сварка на переменном токе и импульсная микроплазменная сварка. Эти процессы были использованы для сварки алюминиевых корпусов.
- 1966 — создана внутритрубная машина для контактной стыковой сварки непрерывным оплавлением труб большого диаметра.
- 1967 — плазменно-дуговая сварка на переменном токе была применена для сварки внешних алюминиевых баков космических ракет.
- 1969 — разработанный способ «мокрой» механизированной подводной сварки был применён для сварки трубопровода высокого давления на глубине 10 м (дно реки Днепр в Днепропетровске).
- В 1970—1990 г. — данная технология была развита и использована для ремонта корпусов судов на плаву, строительства морских эстакад, портовых сооружений и морских буровых платформ. В условиях космического вакуума и невесомости выполнена сварка нержавеющих сталей и титановых сплавов с помощью установки «Вулкан», смонтированной на космическом корабле «Союз-6»
- 1979 — на борту орбитальной станции «Салют-6» испытана установка «Испаритель» с целью исследования термического испарения и конденсации материалов в космосе. Доказана возможность наплавки тонкопленочных покрытий в условиях орбитального полета.
- 2 января 1984 года институт награждён орденом Октябрьской Революции[2]
- 1984 — сварка, резка, пайка, напыление в открытом космосе с помощью универсального электронно-лучевого инструмента.
- В 1980—1990 — разработаны сварные трансформируемые конструкции, разворачиваемые в открытом космосе.
- В феврале 2020 года в институте был разработан инструментарий для проведения первой в мире операции по удалению внутриглазной гемангиомы хориоидеи большого размера.

## Журналы

### «Автоматическая сварка»
«Автоматическая сварка» — ежемесячный научно-технический журнал, в котором представлены теоретические исследования сварки металлов и сплавов новейшими методами, а также опыт конструирования и эксплуатации различного сварочного оборудования. Издаётся ИЭС с 1948 года в Киеве. Выходит на русском языке. За границей издаётся в переводе на английский и китайский язык («The Paton Welding Journal»).

## Проблемы института
Проблемами института является низкое финансирование и старение кадров. По состоянию на 2020 год в Институте из 634 сотрудников более половины были старше 60 лет, а сам Институт несколько лет работал всего по 4 дня в неделю (средняя заработная плата — 7-8 тысяч гривен). По состоянию на 2020 год опытные заводы Института находились в частной собственности, а учреждению приходилось сдавать помещения в аренду.